# Scatophaga stercoraria
La mosca gialla (Scatophaga stercoraria Linnaeus, 1758) è un insetto dell'ordine dei Ditteri.

## Descrizione

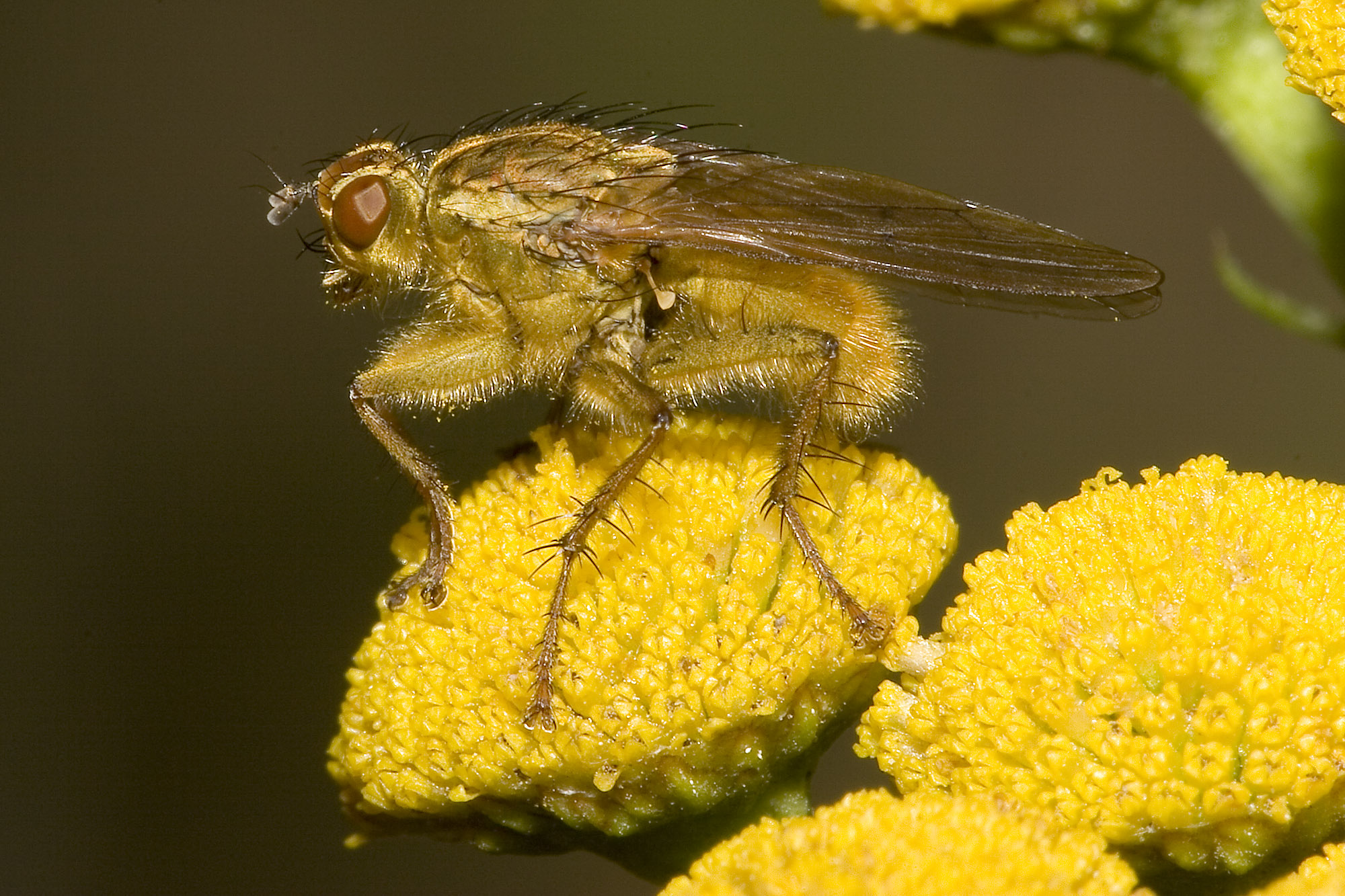

È una muscomorpha che misura 7–9 mm. I maschi adulti hanno un colore giallo-dorato mentre le femmine sono di un colore tendente al grigio-verdastro. Entrambi i sessi sono ricoperti da una fitta peluria sia sul corpo che sulle zampe.

## Biologia
Il nome del genere deriva dal greco skatos (=escremento) e phagein (=mangiare) mentre l'epiteto specifico viene dal latino stercus, in riferimento all'abitudine delle larve di nutrirsi di escrementi bovini. Gli esemplari adulti sono carnivori e si nutrono di altre specie di insetti.

## Distribuzione
Europa, Asia e America del Nord.